# Michel Marteau
Michel Marteau, sieur de la Chapelle. Conseiller du roi et maître ordinaire de la Chambre des comptes, il fut pourvu de la charge de prévôt des marchands de Paris de mai 1588 à 1589, puis de 1589 à 1590. En 1588, il assista aux États généraux de Blois, où il assura la fonction de président du tiers état.
Il mourut avant 1603.

## Source
- Journal de François: bourgeois de Paris, 23 décembre 1588-30 avril 1589, E. Leroux, 1913

- Notices d'autorité :   - VIAF
  - ISNI
  - BnF (données)
  - IdRef